# Sztaro Nagoricsane
Sztaro Nagoricsane (macedón nyelven: Старо Нагоричане, szerbül Старо Нагоричане) egy falu Macedóniában, az azonos nevű község székhelye.

## Népesség
| Lakosok száma | 1469 | 1526 | 1528 | 1271 | 1008 | 724  | 638  | 555  | 493  |
|               | 1948 | 1953 | 1961 | 1971 | 1981 | 1991 | 1994 | 2002 | 2021 |

- 2002-ben Sztaro Nagoricsanenek 555 lakosa volt, akik közül 452 szerb, 100 macedón, 1 cigány és 2 egyéb.
- 2002-ben Sztaro Nagoricsane községnek 4840 lakosa volt, akik közül 3906 macedón (80,7%), 926 szerb (19,1%) és 8 egyéb.

## A községhez tartozó települések
- Sztaro Nagoricsane
- Algunya,
- Alyince,
- Arbanasko,
- Bajlovce,
- Bresko,
- Bukovlyane,
- Vojnik (Sztaro Nagoricsane),
- Vragoturce,
- Vracsevce,
- Dejlovce,
- Dlabocsica (Sztaro Nagoricsane),
- Dobracsa,
- Dragomance,
- Drenok (Sztaro Nagoricsane),
- Zseglyane,
- Zselyuvino,
- Kanarevo,
- Karlovce,
- Kojince,
- Kokino (Sztaro Nagoricsane),
- Miglence,
- Makres (Sztaro Nagoricsane),
- Malotino,
- Mlado Nagoricsane,
- Nikulyane,
- Oblavce,
- Orah (Sztaro Nagoricsane),
- Oszicse (Sztaro Nagoricsane),
- Pelince,
- Puzajka,
- Ramno (Sztaro Nagoricsane),
- Rugyince,
- Sztepance,
- Sztrezovce (Sztaro Nagoricsane),
- Sztrnovac,
- Cvetisnica,
- Cvilance,
- Cselopek (Sztaro Nagoricsane)